# Glòria Gauchia Vila
Glòria Gauchia Vila (Girona, 4 de setembre de 1972) és una jugadora de tennis de taula catalana.

## Trajectòria esportiva
Destacà com a jugadora de tennis de taula durant la dècada dels anys vuitanta i la primera meitat dels noranta. S'inicià en aquest esport jugant i competint amb el 21 Canvi 5 de Girona i, posteriorment, competí amb una gran diversitat de clubs de tennis, com l'EPIC de Terrassa, el Club 7 a 9 de Barcelona, el Ford Repollés de Sant Sebastià, el CAM de Cartagena, l'Avila Rojas de Granada i el Club Tennis Taula Ripollet. Fou dos cops campiona d'Espanya juvenil els anys 1988 i 1990, i participà en tres Campionats d'Europa de la categoria entre el 1988 i el 1990. Com a absoluta, participà en els Jocs Olímpics d'Estiu de 1992 de Barcelona en la prova de dobles amb Anna Maria Godés. També competí en el Mundial del 1991 i els campionats europeus del 1990 i 1992. Fou campiona d'Espanya per equips el 1987, el 1989 i el 1992, i de dobles el 1991 i el 1992, així com campiona de Lliga el 1987 i el 1989. El 1990 també fou campiona de Catalunya individual, i el 1987 i 1989 ho fou per equips. La seva carrera esportiva s'acabà amb la seva retirada de la competició amb vint-i-dos anys.
Entre d'altres reconeixements, el 1987 va ser designada Millor esportista de Girona. L'any 1992 tingué l'honor de ser la darrera rellevista en portar la torxa olímpica a la seva ciutat natal.